# Arkéa-Paprec
Cet article concerne un Imoca mis à l'eau en 2019. Pour l'Imoca mis à l'eau en 2023, voir Paprec Arkéa.
Arkéa-Paprec est un voilier monocoque de course au large de 60 pieds, répondant aux normes de la classe Imoca. Mis à l'eau en juillet 2019, il est confié au skipper Sébastien Simon.

## Conception et construction
Dessiné par Juan Kouyoumdjian, Arkéa-Paprec fait partie de la deuxième génération de foilers Imoca (mis à l'eau entre 2018 et 2020). Il est entièrement pensé autour de ses foils pour les courses en solitaire.
La construction nécessite 36 000 heures de travail (à raison de 1 250 heures par semaine), mobilisant plus de 30 personnes et 50 fournisseurs. Plus de 10 matériaux différents sont utilisés, dont de la fibre de carbone, du titane, du verre, de l'inox, de l'aluminium et 1 600 mètres de cordage. La cuisson de la coque et du pont prend 120 heures au total : 4 sessions de 15 heures pour chaque élément.
Les moules sont réutilisés pour le Corum L'Épargne de Nicolas Troussel. Les deux coques sont donc sensiblement les mêmes, mais les plans de pont et les cockpits sont différents.

## Mise à l'eau
Mis à l'eau le 19 juillet 2019, l'Imoca porte les couleurs des entreprises Arkéa et Paprec. Il est baptisé en septembre 2019 à Bordeaux en présence de ses marraine et parrain, la danseuse étoile Amandine Albisson et le rugbyman Jandré Marais. Il est conçu pour le skipper Sébastien Simon, en vue d'une participation au Vendée Globe 2020. Le projet est managé par Vincent Riou, qui sera également coskipper dans les épreuves en double,,.

## Courses
Le 3 août 2019, mené par Simon et Riou, Arkéa-Paprec prend le départ de la Fastnet Race. Il enroule Fastnet Rock en sixième position des Imoca. Mais, dans la nuit du 4 au 5, un court-circuit prive le bateau de son électronique. Les deux marins sont contraints à l'abandon.

### Casses de foil

#### Version 1
Les foils d'Arkéa-Paprec sont très grands. Une première paire va être testée sur la Transat Jacques-Vabre 2019. « Selon les résultats, dit Kouyoumdjian, une deuxième paire sera rapidement à l’étude sur la même base ou bien totalement différente. »
Le 17 octobre 2019, Simon et Riou convoient le bateau de Port-la-Forêt, son port d'attache, au Havre, où va être donné le départ de la Transat Jacques-Vabre. À une heure du Havre, le bateau file 25 nœuds dans des conditions maniables, sur mer plate, lorsque le foil bâbord casse.
Le 27 octobre, Arkéa-Paprec est tout de même au départ de la course, avec un seul foil. Le 8 novembre, au reaching bâbord amures, par 16 à 20 nœuds de vent, sur mer plate, le foil tribord casse à son tour. Simon et Riou, qui jusque-là convoitaient un podium, terminent la course sans foils, à la 9e place.
Une expertise a été demandée pour le premier foil cassé. Une expertise plus poussée est demandée pour le deuxième.

#### Version 2
La Transat Jacques-Vabre aura cependant apporté des enseignements. Le bateau a « un très bon potentiel au reaching », mais présente des lacunes aux allures portantes, qui sont celles que l'on rencontre principalement dans le Vendée Globe. C’est aux allures portantes « que les bateaux sont vraiment difficiles, dit Simon. Ils accélèrent fort, plantent, décélèrent, c’est usant à bord. » Les nouveaux foils, dessinés par Kouyoumdjian, vont donc être typés « portant », à rayon constant, en forme de C, forme qui « soulève et […] soulage le bateau beaucoup plus vite ». Elle devrait donner un bateau plus maniable, avantage appréciable sur une course très longue en solitaire. Dans un souci de fiabilité, les nouveaux foils sont également « beaucoup plus solides, plus gros, plus épais, probablement les plus épais de la flotte des Imoca ».
En juin 2020, Arkéa-Paprec est doté de ces foils version 2. Le 4 juillet, quatre heures après le départ de la Vendée-Arctique-Les Sables-d'Olonne, le foil tribord casse, au ras de la coque. Simon abandonne. Il ne sait que penser : « Je ne sais pas si c’est la conception, la construction, le calcul, le matériau. Je n’en ai aucune idée. » Arkéa-Paprec vient de casser trois foils en neuf mois. Dans l'intervalle, aucun autre Imoca n'a cassé un foil,.
Le team fait appel à un expert des plus réputés, un Britannique « qui n’est lié à aucune des éventuelles parties en cause ». Mais ses conclusions définitives ne seront délivrées que dans quelques semaines, voire quelques mois — après le départ du Vendée Globe. Il faut donc lancer la construction de nouveaux foils sans connaître la raison de la casse.
Simon n'a pas accompli ses 2 000 milles de qualification pour le Vendée Globe. Cependant, il dispose encore de deux foils de la version 2 : un foil bâbord, destiné au tour du monde, doit être livré bientôt ; et le foil bâbord en place est réversible, il peut s'adapter à tribord. Cette solution permet à Simon de se lancer le 10 août dans son parcours de qualification.

#### Version 3
Les trois casses n'ont pas été identiques. Dans l'ignorance de ce qui a pu se passer, la conception d'une paire de foils 3 part sur des bases radicalement différentes. Les calculs sont confiés au cabinet néo-zélandais Pure, avec l'appui de Kouyoumdjian, l'architecte du bateau. La construction va se faire chez l'Italien Persico Marine. Celui-ci promet les V3 pour début octobre, mais il a pris du retard dans ses livraisons en raison de la pandémie de covid-19, et les bateaux doivent être aux Sables-d'Olonne le 17 octobre. Si les nouveaux foils arrivaient trop tard, les V2 seraient utilisés dans le tour du monde. Simon avoue qu'il n'est « pas serein pour le Vendée Globe ».
Dans la première semaine d'octobre, le foil tribord V3 arrive à Port-la Forêt. Le 16 octobre, Arkéa-Paprec rejoint les Sables-d'Olonne. C'est là que, le 21, le foil bâbord est livré.
« Les foils, dit Simon, développent énormément de puissance. Les efforts que nous avions estimés au départ n’étaient pas les bons. Nous nous sommes remis en question là-dessus avant d’arriver à cette V3. » Les nouveaux foils sont en forme de C comme les précédents, mais plus solides, « avec un échantillonnage renforcé, dont une partie plus large et plus épaisse ». Ils sont « monitorés et équipés de fibre optique » qui calcule la déformation. « Des alarmes, dit Simon, nous avertissent ensuite si l'on est critique en termes de structure. »

### Vendée Globe 2020
Le 8 novembre 2020, Arkéa-Paprec peut prendre le départ du Vendée Globe équipé de ses foils V3. Deux bateaux ont des foils en C : Hugo Boss et Arkéa-Paprec.
Le 2 décembre, alors qu'il vient de parer le cap de Bonne-Espérance en 4e position, il heurte un  ofni. Le foil tribord est endommagé. La cale basse et le puits de foil ne sont plus solidaires du bateau. Une voie d'eau s'est déclarée. Pour réparer, il faudrait se dérouter vers Le Cap. La prévision météo à l'approche de la côte est très défavorable. Simon devrait attendre deux ou trois jours avant de pouvoir entamer les réparations. Et ces réparations seraient très compliquées, et longues : quatre à cinq jours de travail, « sans compter la réparation de la cloison et un problème que j’ai découvert sur mon manchon de palonnier arrière, qui génère une deuxième voie d’eau… » Enfin, conclut Simon, « tout ça n’est pas raisonnable », car rien ne garantit que les réparations vont tenir jusqu'à la fin de la course. Le 4 décembre, Simon prend la décision d'abandonner.
Le 6 décembre, Arkéa-Paprec rejoint Le Cap. Il est rapatrié par cargo, et arrive le 26 janvier 2021 à Port-la-Forêt, où il subit un check-up complet.

### Simon écarté
Le 5 mai, jour de la remise à l'eau du bateau, on apprend que Yann Eliès est choisi comme coskipper pour les courses en double de la saison 2021, et que les sponsors vont se séparer de Simon en fin d'année. En novembre, Eliès et Simon participent à la Transat Jacques-Vabre. Ils terminent 4es.
Le 31 décembre 2021, comme prévu, le projet Arkéa-Paprec prend fin. Il est question un moment que Sébastien Simon et Vincent Riou rachètent le bateau à Paprec et Arkéa, mais l'affaire ne se fait pas. En février 2022, l'Imoca est mis en vente. En avril 2023, il n'a toujours pas trouvé preneur.

## Palmarès
Barré par Sébastien Simon :
- 2019
  - Abandon lors de la Fastnet Race à la suite d'un court-circuit.
  - 11e des 48 Heures du Défi Azimut (3e des Runs de vitesse), en double avec Vincent Riou[36],[8].
  - 8e de la Transat Jacques-Vabre, en double avec Vincent Riou.

- 2020
  - Abandon lors de la Vendée-Arctique-Les Sables-d'Olonne, foil tribord cassé au ras de la coque[37].
  - 6e sur 17 des 48 Heures du Défi Azimut (3e sur 18 des Runs)[30].
  - Abandon au 24e jour du Vendée Globe 2020-2021, après que le foil tribord et son puits ont été endommagés en percutant un ofni[28].

- 2021
  - 4e sur 12 Imoca dans la Fastnet Race, en double avec Yann Eliès[30].
  - 5e sur 14 des 48 Heures du Défi Azimut (10e sur 14 des Runs), en double avec Yann Eliès[30].
  - 4e de la Transat Jacques-Vabre en double avec Yann Eliès[32].